# Samuel Abraham Leijonhufvud
Samuel Abraham Leijonhufvud, född 8 november 1785 i Skepparslövs församling, Kristianstads län, död 27 november 1843 i Adolf Fredriks församling, Stockholm, var en svensk friherre, ämbetsman och memoarförfattare. Han var måg till Gotthard von Rehausen.

## Biografi
Samuel Abraham Leijonhufvud föddes 1785 på Uddarp i Skepparslövs församling. Han var son till överstelöjtnanten Abraham Leijonhufvud och Sara Christina Löfvenskiöld. Leijonhufvud blev 1800 student vid Lunds universitet och avlade 18 maj 1803 hovrättsexamen i Lund. Han blev 27 oktober 1803 auskultant i Göta hovrätt, och i oktober 1807 extraordinarie kanslist i Justitierevisionen. Leijonhufvud fick 7 maj 1810 fullmakt som häradshövding och blev 5 februari 1812 kammarjunkare. Han blev i oktober 1812 adjungerad ledamot i Svea hovrätt och 7 september 1813 lagman i Ångermanlands och Västerbottens lagsaga, i Skånska lagsagan 14 juni 1814. Leijonhufvud blev 1815 tillförordnad revisionssekreterare och 30 juni 1820 tillförordnad landshövding i Kronobergs län. Han blev 20 mars 1821 hovrättsråd i hovrätten över Skåne och Blekinge 1821 och utnämndes 28 januari 1824 till riddare av Nordstjärneorden. Leijonhufvud blev 19 oktober 1826 president i Göta hovrätt och utnämndes 8 mars 1829 till kommendör av Nordstjärneorden. Han tog 23 april 1836 avsked från ämbetet som president och blev 1839 revisor över Stats-, banko- och riksgäldsverken. Leijonhufvud avled 1843 i Stockholm och begravdes på Adolf Fredriks kyrkogård.
Han har efterlämnat "minnesanteckningar" vilka utgavs 1919 och har intresse genom sina omnämnanden av Esaias Tegnér, Leijonhufvuds informator och ungdomsvän.

### Familj
Leijonhufvud gifte sig 25 februari 1830 i Stockholm med stiftsjungfrun Malvina Harriet von Rehausen (1805–1890), dotter till ministern friherren Gotthard von Rehausen och Harriet Lovisa Bulkeley. De fick tillsammans barnen Gustaf Leijonhufvud (1831–1866) och Knut Leijonhufvud (1836–1837).